# Солянка шишкувата
Солянка шишкувата (Halocnemum strobilaceum) — вид квіткових рослин родини щирицевих (Amaranthaceae).

## Біоморфологічна характеристика
Напівкущ 20–40 см заввишки, утворює характерні горби з розпростертими густими гілками, що укорінюються. Старі гілки коричнево-зелені, дерев'яні; молоді гілки сіро-зелені, голі. Річні пагони соковиті, з короткими циліндричними члениками і супротивними, округлими, стерильними, бруньками, що довго не розвиваються. Листки супротивні, соковиті, лускуваті. Квітки в клубочках по 3. Оцвітина з 2-ма загнутими бічними часточками. Насіння коричневе, яйцеподібне або кулясте, 0.5–0.75 мм в діаметрі, густо дрібнососочкове

## Поширення
Росте у Північній Африці та Євразії від Албанії до Китаю.
В Україні вид росте на пухких солончаках, на берегах солоних озер — на півдні Степу та в Криму

## Галерея

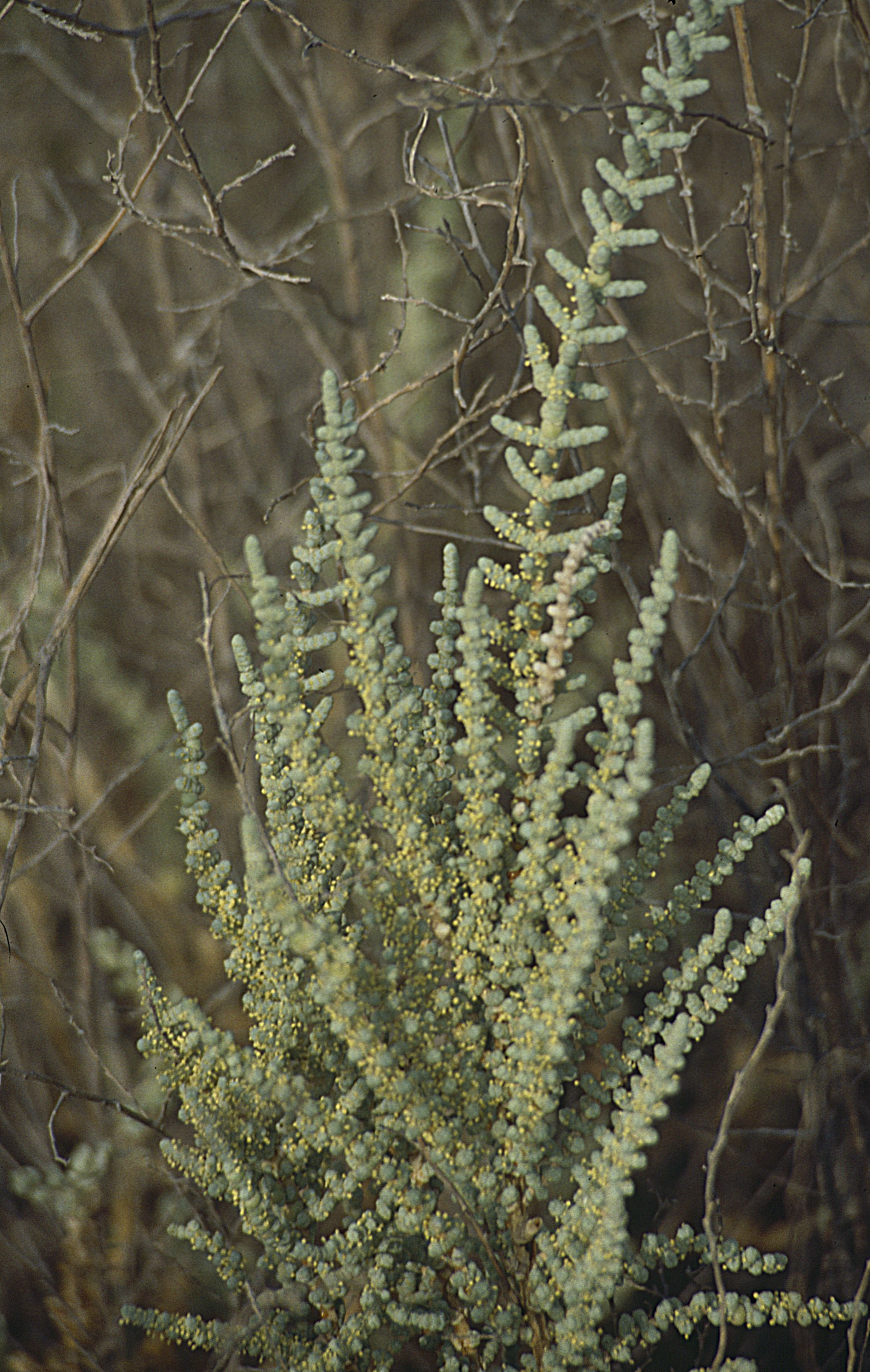
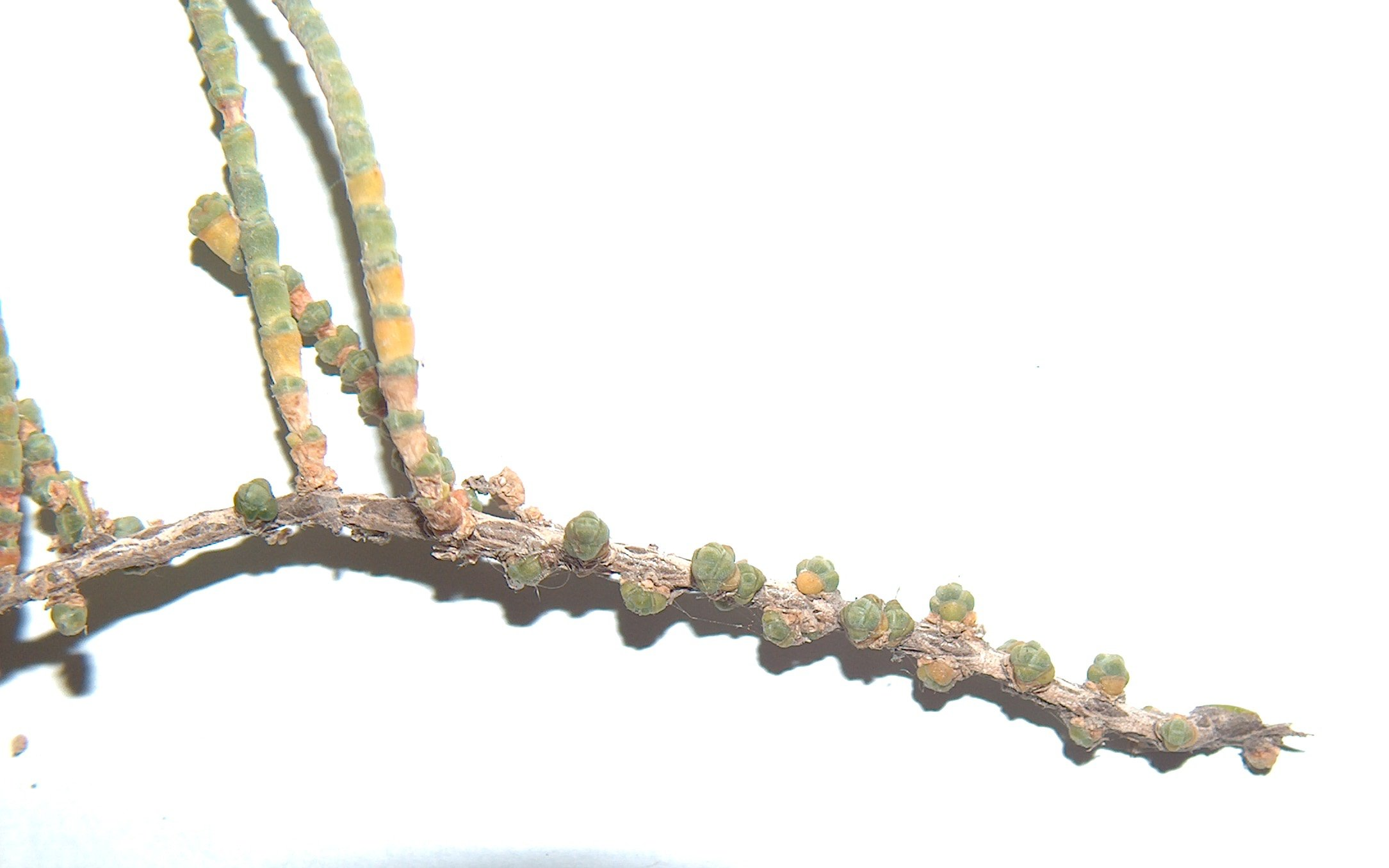